# Thuê mướn giúp việc người nước ngoài tại Hồng Kông

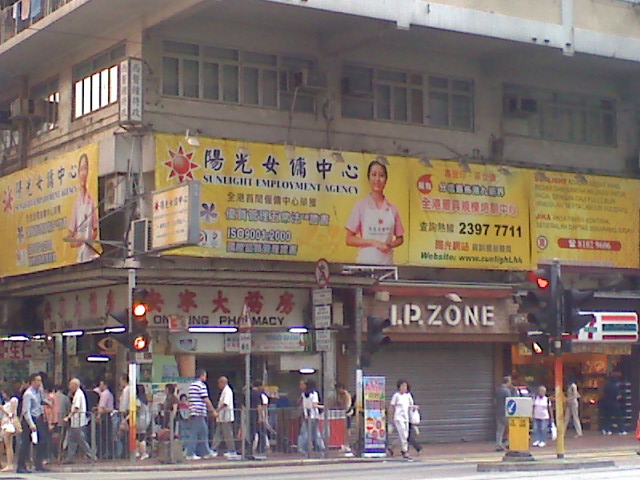
Quảng cáo cho trung tâm chuyên về lao động giúp việc nhà người nước ngoài tại Bắc Giác, Hồng Kông

Lao động giúp việc nhà người nước ngoài tại Hồng Kông (tiếng Trung: 香港外籍家庭傭工; Hán-Việt: Hương Cảng ngoại tịch gia đình dong công) là những người giúp việc làm thuê cho công dân Hồng Kông, đặc biệt là tại các gia đình bản xứ. Chiếm 5% dân số Hồng Kông, khoảng 98,5% trong số họ là nữ giới. Năm 2019, thống kê có khoảng 400.000 lao động giúp việc nhà người nước ngoài tại vùng lãnh thổ này. Luật pháp sở tại yêu cầu họ sinh sống trong chính cơ ngơi của gia chủ, họ tham gia làm các công việc nhà như nấu ăn, phục vụ, dọn dẹp, rửa bát đĩa và trông trẻ.